# Notiophilus germinyi
Notiophilus germinyi es una especie de escarabajo del género Notiophilus, familia Carabidae. Fue descrita científicamente por Fauvel en 1863.
Esta especie es nativa de Europa. Habita en Irlanda, Gran Bretaña, Dinamarca, Noruega, Suecia, Finlandia, Francia, Bélgica, Países Bajos, Alemania, Suiza, Austria, Chequia, Eslovaquia, Hungría, Polonia, Estonia, Letonia, Lituania, Bielorrusia, España, Italia, Eslovenia, Croacia, Bosnia y Herzegovina, Macedonia del norte, Albania, Bulgaria, Moldavia, Azerbaiyán, Kazajistán, China y Rusia.